# Nicolas d'Orange des Roches
Louis Nicolas d’Orange, sieur des Roches, né le 2 janvier 1618 à Cherbourg, mort le 9 janvier 1705 à Paris, est un militaire français, qui fut gouverneur des Invalides.

## Biographie
Entré dans un régiment de cavalerie, d’Orange se couvrit de gloire en différentes occasions. Bientôt promu au grade de capitaine de cavalerie, puis de maréchal général des logis de la cavalerie légère de France, Louvois en fit son protégé et le présenta au roi. Présent aux sièges de Rethel, de Mouzon, de Valenciennes et autres places, d’Orange fut blessé quatre fois, de 1646 à 1652.
En 1665, Louis XIV déclara qu’il « a rendu des services aux troupes et armées tant en qualité de capitaine de chevau-légers qu’en celle de maréchal des logis de la cavalerie, de commissaire général de cavalerie légère et de maistre de camp dudit régiment de cavalerie, notamment aux derniers sièges, combats, batailles et occasions importantes, tels au siège et prise de Landent, au secours de la défaite (sic) des ennemis devant Arras ; au combat de St-Godart en Hongrie contre les Turcs ; dans lequel combat y aurait pris un drapeau et un étendard des ennemis, après avoir tué ceux qui le portaient. Au siège de Belgrade il combattit le fils d’un pacha qui venait en caracolant défier les plus braves de l’armée, il l’amena prisonnier à la tête du camp, en récompense de quoi il obtint d’ajouter un croissant à son écusson. Il aurait aussi servi dans les corps de troupes que nous fîmes passer en Allemagne en faveur des Hollandais contre l’Liste des évêques de Münster et au commencement de la guerre qui vient d’être terminée par la paix de Nimègue ; ayant fait passer en notre pays de Roussillon ledit Dorange des Roches, il nous a servi en toutes les occasions, qui s’y sont offertes. À son retour dudit pays, étant passé en Flandre, il se serait trouvé à la bataille de Seneffe où il aurait si bien fait son devoir que, pour marque de satisfaction, nous lui aurions donné la charge de maistre de camp dudit régiment de cavalerie qui vaqua par la mort du marquis de Rosny. De plus, il s’est aussi trouvé au siège et prise des villes et places de Valenciennes, Cambrai, et au secours de Charleroi ; s’étant dans toutes les occasions ci-dessus signalé et donné des preuves d’une véritable valeur; n’ayant point épargné sa vie pour notre service et à la défense de cet État. »
D’Orange se trouvait parmi les courtisans à Versailles, en 1681, quand le roi apprit la mort du gouverneur de Fougères ; « apercevant le « père Desroches », il lui demanda quel officier à son avis méritait mieux cette place. D’Orange refusa de répondre, mais le roi lui dit qu’il l’exigeait ; alors des Roches lui dit d’un ton ferme qu’un tel gouvernement ne pouvait mieux convenir qu’à un vieux soldat comme lui qui avait tant de fois couché sur la fougère à son service. Le roi lui en fit sur le champ expédier le brevet : il devint ensuite brigadier des armées en 1689, cordon rouge en 1694 avec une pension de 3 000 livres sur cet ordre, enfin commandant de l’hôtel des Invalides où il mourut, âgé de 87 ans. Il y fut enterré dans le caveau des gouverneurs.
Il avait épousé Michelle d’Amfreville, dont il eut un fils mort au service, et trois filles dont une est morte célibataire à Paris en 1750 ; une autre, Henriette-Magdeleine, fut abbesse de Fervaques, et la troisième, Marie-Élisabeth, épousa François de Gouy d’Arsy, marquis de Cartigny, le 7 septembre 1689. Une rue de sa ville natale a reçu son nom.